# Jeka iz Afrike
Jeka iz Afrike, hrvatski katolički misijski časopis na hrvatskom jeziku. Bio je posvećen promicanju misija. Izlazio je u Zagrebu (Draškovićeva ulica 12) od 1929. do 1943. godine. Izdavač je bilo Društvo sv. Petra Klavera za afričke misije.

## Povijest
Pokrenula ga je blažena Marija Terezija Ledochowska 1889. godine, skupa s drugim misijskim časopisom Crnčetom. Izlazio je na više jezika, a između dva rata i na hrvatskom jeziku.  Uređivao ga je dr. Aleksandar Gahs. Dolaskom komunističke vlasti ugašen je nasilno zajedno s brojnim drugim tiskovinama Katoličke crkve u hrvatskom narodu. Njegovu je tradiciju nakon tri desetljeća bez misijskog lista u Hrvata nastavio je list Radosna vijest.